# Compromisso de 1877
Compromisso de 1877 foi um suposto acordo informal e não escrito criado pela intensamente disputada eleição presidencial nos Estados Unidos em 1876, que retirou tropas federais da política estadual do Sul e que terminou com a Era da Reconstrução, iniciada após Guerra Civil Americana. Através do compromisso, o republicano Rutherford B. Hayes foi eleito e venceu o democrata Samuel J. Tilden, no entendimento de que Hayes iria retirar as tropas federais, cujo apoio foi essencial para a sobrevivência de governos estaduais republicanos na Carolina do Sul, Flórida e Louisiana. O compromisso envolveu os democratas, que controlavam a Câmara dos Representantes, permitindo que a decisão da Comissão Eleitoral tivesse efeito. O presidente cessante, o republicano Ulysses S. Grant, retirou os soldados da Flórida. Como presidente, Hayes removeu as tropas restantes tropas da Carolina do Sul e Louisiana. Assim que as tropas saíram, muitos republicanos brancos também deixaram esses estados e os democratas "redentores" assumiram o controle. O que exatamente ocorreu ainda é alvo de contestações, visto que a documentação dessa época é escassa. Historiadores afro-americanos às vezes chamam o compromisso de "A Grande Traição".